# بادی که در آن زمستان وزید
بادی که در آن زمستان وزید (کره‌ای: 그 겨울, 바람이 분다; لاتین‌نویسی اصلاح‌شده: Geu Gyeo-ul, Baram-i Bunda) یک مجموعهٔ تلویزیونی کره جنوبی سال ۲۰۱۳ در ژانر ملودرام عاشقانه با بازی جو این سونگ و سونگ هه-کیو است.
این درام بر پایهٔ مجموعهٔ ژاپنی به عشق نیاز ندارم، تابستان (愛なんていらねえよ、夏 Ai Nante Irane Yo, Natsu) سال ۲۰۰۲ است که از شبکهٔ تی‌بی‌اس روی آنتن رفت و قبلاً در فیلم کره‌ای عاشقم نباش سال ۲۰۰۶ اقتباس شده‌بود.
این مجموعه به صورت دو قسمت پشت سر هم در ۱۳ فوریه ۲۰۱۳ بخش شد. این مجموعه در روزهای چهارشنبه و پنجشنبه ساعت ۲۱:۵۵ (کی‌اس‌تی) برای ۱۶ قسمت تا ۳ آوریل ۲۰۱۳ روی آنتن رفت.

## خلاصه داستان
اوه سو (جو این سونگ) یتیمی است که پس از مرگ اولین عشقش دلشکسته می‌ماند و به عنوان یک قمارباز زندگی می‌کند. اوه یونگ (سونگ هه-کیو) یک زن کم بینا اما ثروتمند است و یک برادر کوچکتر دارد. اوه سو وانمود می‌کند که برادر اوه یونگ است تا ثروتش را به ارث ببرد اما به مرور زمان عشقی بین این دو فرد شکل می‌گیرد.

## بازیگران
- جو این سونگ در نقش اوه سو[۷][۸][۹][۱۰][۱۱]
- سونگ هه-کیو در نقش اوه یونگ[۱۲][۱۳][۱۴][۱۵]
- کیم بوم در نقش پارک جین سونگ[۱۶][۱۷][۱۸]
- جونگ اون-جی در نقش مون هی سون[۱۹][۲۰]
- کیم ته-وو در نقش جو مو چول
- سو هیو-ریم در نقش جین سو را
- لی جه وو در نقش اوه سو
- به جونگ-اوک در نقش وانگ هه جی
- کیم کیو چول جانگ سونگ
- کیم یونگ هون در نقش لی میونگ هو
- ایم سه-می در نقش سون می را
- کیونگ سو جین در نقش مون هی جو